# Mistrovství Evropy ve volejbale žen 2011
27. mistrovství Evropy  ve volejbale žen se konalo ve dnech 23. září – 2. října v Srbsku a Itálii.
Turnaje se zúčastnilo 16 družstev, rozdělených do čtyř čtyřčlenných skupin. Nejlepší družstva s každé skupiny postoupily přímo do čtvrtfinále. Týmy na druhém a třetím místě se utkali vyřazovacím systémem o účast ve čtvrtfinále. Dále následoval klasický play off systém. Mistrem Evropy se staly reprezentantky Srbska.

## Pořadatelská města
| Monza           | Busto Arsizio   | Bělehrad         | Zrenjanin                                       |
| Palalper        | Palayamamay     | Beogradska Arena | Medison Hall                                    |
|                 | Palayamamay     | O2 Arena         | Hala sportova Zrenjanin (a. k. a. Medison Hall) |
| Kapacita: 4 500 | Kapacita: 5 000 | Kapacita: 23 000 | Kapacita: 8 000                                 |
| Otevřen: 2003   | Otevřen: 1997   | Otevřen: 2004    | Otevřen: 2009                                   |

## Kvalifikace
| Pořadatelé - Srbsko - Itálie | Přímý postup z ME 2009 - Polsko - Francie - Německo - Rusko - Turecko | Postup z Kvalifikace - Česko - Bulharsko - Ázerbájdžán - Ukrajina - Španělsko - Rumunsko - Izrael - Chorvatsko - Francie |

## Výsledky a tabulky

### Základní část

#### Skupina A - Bělehrad (Beogradska Arena)
| Datum    | Čas   | Zápas              | Výsledek | Sety  | Sety  | Sety  | Sety  | Sety | Míče  | Report |
| Datum    | Čas   | Zápas              | Výsledek | 1     | 2     | 3     | 4     | 5    | Míče  | Report |
| -------- | ----- | ------------------ | -------- | ----- | ----- | ----- | ----- | ---- | ----- | ------ |
| 24. září | 17:00 | Německo - Ukrajina | 3:0      | 25:17 | 25:15 | 25:17 |       |      | 75:49 | Report |
| 24. září | 20:00 | Srbsko - Francie   | 3:1      | 20:25 | 25:15 | 25:11 | 25:19 |      | 95:70 | Report |
| 25. září | 17:00 | Německo - Francie  | 3:0      | 25:18 | 25:23 | 25:18 |       |      | 75:59 | Report |
| 25. září | 20:00 | Srbsko - Ukrajina  | 3:0      | 25:18 | 25:18 | 25:14 |       |      | 75:50 | Report |
| 26. září | 17:00 | Ukrajina - Francie | 0:3      | 24:26 | 14:25 | 15:25 |       |      | 53:76 | Report |
| 26. září | 20:00 | Srbsko - Německo   | 1:3      | 22:25 | 15:25 | 25:18 | 17:25 |      | 79:95 | Report |

| Poř | Země     | Body | Zápasy | Výhry | Prohry | Sety | Ratio | Míče    | Ratio |
| --- | -------- | ---- | ------ | ----- | ------ | ---- | ----- | ------- | ----- |
| 1.  | Německo  | 9    | 3      | 3     | 0      | 9:1  | 1.310 | 245:187 | 9.000 |
| 2.  | Srbsko   | 6    | 3      | 2     | 1      | 7:4  | 1.158 | 249:215 | 1.750 |
| 3.  | Francie  | 3    | 3      | 1     | 2      | 4:6  | 0.919 | 205:223 | 0.667 |
| 4.  | Ukrajina | 0    | 3      | 0     | 3      | 0:9  | 0.673 | 152:226 | 0.000 |

#### Skupina B - Monza (Palalper)
| Datum    | Čas   | Zápas                    | Výsledek | Sety  | Sety  | Sety  | Sety  | Sety | Míče    | Report |
| Datum    | Čas   | Zápas                    | Výsledek | 1     | 2     | 3     | 4     | 5    | Míče    | Report |
| -------- | ----- | ------------------------ | -------- | ----- | ----- | ----- | ----- | ---- | ------- | ------ |
| 23. září | 17:30 | Turecko - Ázerbájdžán    | 3:1      | 23:25 | 25:17 | 25:19 | 25:21 |      | 98:82   | Report |
| 23. září | 20:30 | Chorvatsko - Itálie      | 0:3      | 19:25 | 20:25 | 19:25 |       |      | 58:75   | Report |
| 24. září | 17:30 | Turecko - Chorvatsko     | 0:3      | 21:25 | 23:25 | 22:25 |       |      | 66:75   | Report |
| 24. září | 20:30 | Itálie - Ázerbájdžán     | 3:1      | 25:22 | 25:22 | 21:25 | 25:16 |      | 96:85   | Report |
| 25. září | 17:30 | Ázerbájdžán - Chorvatsko | 3:1      | 27:25 | 18:25 | 25:21 | 25:18 |      | 95:89   | Report |
| 25. září | 20:30 | Itálie - Turecko         | 2:3      | 25:21 | 26:28 | 16:25 | 25:22 | 9:15 | 101:111 | Report |

| Poř | Země        | Body | Zápasy | Výhry | Prohry | Sety | Ratio | Míče    | Ratio |
| --- | ----------- | ---- | ------ | ----- | ------ | ---- | ----- | ------- | ----- |
| 1.  | Itálie      | 7    | 3      | 2     | 1      | 8:4  | 1.071 | 272:254 | 2.000 |
| 2.  | Turecko     | 5    | 3      | 2     | 1      | 6:6  | 1.066 | 275:258 | 1.000 |
| 3.  | Ázerbájdžán | 3    | 3      | 1     | 2      | 5:7  | 0.926 | 262:283 | 0.714 |
| 4.  | Chorvatsko  | 3    | 2      | 1     | 2      | 4:6  | 0.941 | 222:236 | 0.667 |

#### Skupina C - Zrenjanin (Medison Hall)
| Datum    | Čas   | Zápas             | Výsledek | Sety  | Sety  | Sety  | Sety | Sety | Míče  | Report |
| Datum    | Čas   | Zápas             | Výsledek | 1     | 2     | 3     | 4    | 5    | Míče  | Report |
| -------- | ----- | ----------------- | -------- | ----- | ----- | ----- | ---- | ---- | ----- | ------ |
| 24. září | 16:00 | Polsko - Izrael   | 3:0      | 25:23 | 25:7  | 25:15 |      |      | 75:45 | Report |
| 24. září | 19:00 | Česko - Rumunsko  | 3:0      | 29:27 | 25:19 | 25:16 |      |      | 79:62 | Report |
| 25. září | 16:00 | Polsko - Česko    | 3:0      | 25:20 | 28:26 | 25:20 |      |      | 78:66 | Report |
| 25. září | 19:00 | Rumunsko - Izrael | 3:0      | 25:17 | 25:23 | 25:14 |      |      | 75:54 | Report |
| 26. září | 16:00 | Česko - Izrael    | 3:0      | 25:11 | 25:18 | 25:16 |      |      | 75:45 | Report |
| 26. září | 19:00 | Polsko - Rumunsko | 3:0      | 27:25 | 25:18 | 25:22 |      |      | 77:65 | Report |

| Poř | Země     | Body | Zápasy | Výhry | Prohry | Sety | Ratio | Míče    | Ratio |
| --- | -------- | ---- | ------ | ----- | ------ | ---- | ----- | ------- | ----- |
| 1.  | Polsko   | 9    | 3      | 3     | 0      | 9:0  | 1.307 | 230:176 | MAX   |
| 2.  | Česko    | 6    | 3      | 2     | 1      | 6:3  | 1.189 | 220:185 | 2.000 |
| 3.  | Rumunsko | 3    | 3      | 1     | 2      | 3:6  | 0.962 | 202:210 | 0.500 |
| 4.  | Izrael   | 0    | 3      | 0     | 3      | 0:9  | 0.640 | 144:225 | 0.000 |

#### Skupina D - Busto Arsizio (Palayamamay)
| Datum    | Čas   | Zápas                  | Výsledek | Sety  | Sety  | Sety  | Sety  | Sety | Míče   | Report |
| Datum    | Čas   | Zápas                  | Výsledek | 1     | 2     | 3     | 4     | 5    | Míče   | Report |
| -------- | ----- | ---------------------- | -------- | ----- | ----- | ----- | ----- | ---- | ------ | ------ |
| 23. září | 17:30 | Nizozemsko - Španělsko | 3:0      | 25:15 | 25:14 | 25:17 |       |      | 75:46  | Report |
| 23. září | 20:30 | Rusko - Bulharsko      | 3:0      | 25:13 | 26:24 | 25:21 |       |      | 76:58  | Report |
| 24. září | 17:30 | Nizozemsko - Bulharsko | 3:0      | 25:23 | 25:17 | 25:23 |       |      | 75:63  | Report |
| 24. září | 20:30 | Rusko - Španělsko      | 3:1      | 32:30 | 19:25 | 25:20 | 25:22 |      | 101:97 | Report |
| 25. září | 17:30 | Rusko - Nizozemsko     | 3:1      | 26:24 | 24:26 | 25:15 | 25:22 |      | 100:87 | Report |
| 25. září | 20:30 | Španělsko - Bulharsko  | 3:0      | 25:17 | 25:18 | 25:21 |       |      | 75:56  | Report |

| Poř | Země       | Body | Zápasy | Výhry | Prohry | Sety | Ratio | Míče    | Ratio |
| --- | ---------- | ---- | ------ | ----- | ------ | ---- | ----- | ------- | ----- |
| 1.  | Rusko      | 9    | 3      | 3     | 0      | 9:2  | 1.145 | 277:242 | 4.500 |
| 2.  | Nizozemsko | 6    | 3      | 2     | 1      | 7:3  | 1.134 | 237:209 | 2.333 |
| 3.  | Španělsko  | 3    | 3      | 1     | 2      | 4:6  | 0.940 | 143:176 | 0.667 |
| 4.  | Bulharsko  | 0    | 3      | 0     | 3      | 0:9  | 0.783 | 177:226 | 0.000 |

### Play off

#### Osmifinále
| 27. září | 17:30 | Monza    | Turecko - Španělsko      | 3:0 | 25:19 | 25:17 | 25:21 |       |  | 75:57  | Report                                             |
| 27. září | 20:30 | Monza    | Nizozemsko - Ázerbájdžán | 3:1 | 23:25 | 27:25 | 25:16 | 25:17 |  | 100:83 | Report                                             |
| 28. září | 17:00 | Bělehrad | Srbsko - Rumunsko        | 3:0 | 25:19 | 25:15 | 25:20 |       |  | 75:54  | Report Archivováno 2. 10. 2011 na Wayback Machine. |
| 28. září | 20:00 | Bělehrad | Česko - Francie          | 3:1 | 25:21 | 23:25 | 25:14 | 25:14 |  | 98:74  | Report                                             |

#### Čtvrtfinále
| 28. září | 17:30 | Monza    | Rusko - Turecko     | 0:3 | 25:27 | 21:25 | 19:25 |       |  | 65:77 | Report Archivováno 5. 3. 2016 na Wayback Machine.  |
| 28. září | 20:30 | Monza    | Itálie - Nizozemsko | 3:1 | 25:21 | 25:20 | 21:25 | 25:18 |  | 96:84 | Report                                             |
| 29. září | 17:00 | Bělehrad | Německo - Česko     | 3:0 | 25:18 | 25:20 | 25:17 |       |  | 75:55 | Report Archivováno 2. 10. 2011 na Wayback Machine. |
| 29. září | 20:00 | Bělehrad | Polsko - Srbsko     | 0:3 | 14:25 | 20:25 | 24:26 |       |  | 58:76 | Report Archivováno 2. 10. 2011 na Wayback Machine. |

#### Semifinále
| 1. října | 17:00 | Bělehrad | Německo - Itálie | 3:0 | 25:22 | 25:22 | 25:17 |       |       | 75:61  | Report |
| 1. října | 20:00 | Bělehrad | Srbsko - Turecko | 3:2 | 25:10 | 25:22 | 23:25 | 23:25 | 15:12 | 111:94 | Report |

#### Finále
| 2. října | 18:00 | Bělehrad | Německo - Srbsko | 2:3 | 25:16 | 20:25 | 25:19 | 20:25 | 9:15 | 99:100 | Report Archivováno 2. 10. 2011 na Wayback Machine. |

#### O 3. místo
| 2. října | 15:00 | Bělehrad | Itálie - Turecko | 2:3 | 21:25 | 25:15 | 27:25 | 19:25 | 10:15 | 102:105 | Report |

## Přehled nejlepších hráček
- Nejužitečnější hráčka:  Jovana Brakočević
- Nejvíce bodující hráčka:  Neslihan Darnel
- Nejlepší útočníce:  Margareta Kozuch
- Nejlepší blokařka:  Christiane Fürst
- Nejlépe podávající hráčka:  Bahar Toksoy
- Nejlepší nahrávačka:  Maja Ognjenović
- Nejlepší přihrávačka:  Angelina Grün
- Nejlepší Libero:  Suzana Ćebić

## Konečné pořadí
| 27.              | Mistrovství Evropy 2011 | Z | V | P | Sety  | B  |
| ---------------- | ----------------------- | - | - | - | ----- | -- |
| Zlatá medaile    | Srbsko                  | 7 | 6 | 1 | 19:8  | 16 |
| Stříbrná medaile | Německo                 | 6 | 5 | 1 | 17:4  | 16 |
| Bronzová medaile | Turecko                 | 7 | 5 | 2 | 17:11 | 14 |
| 4.               | Itálie                  | 6 | 3 | 3 | 13:11 | 11 |
| 5.               | Polsko                  | 4 | 3 | 1 | 9:3   | 9  |
| 5.               | Rusko                   | 4 | 3 | 1 | 9:4   | 9  |
| 5.               | Nizozemsko              | 5 | 3 | 2 | 11:7  | 9  |
| 5.               | Česko                   | 5 | 3 | 2 | 9:7   | 9  |
| 9.               | Ázerbájdžán             | 4 | 1 | 3 | 6:11  | 3  |
| 9.               | Francie                 | 4 | 1 | 3 | 5:9   | 3  |
| 9.               | Španělsko               | 4 | 1 | 3 | 4:7   | 3  |
| 9.               | Rumunsko                | 4 | 1 | 3 | 3:9   | 3  |
| 13.              | Chorvatsko              | 3 | 1 | 2 | 4:6   | 3  |
| 13.              | Bulharsko               | 3 | 0 | 3 | 0:9   | 0  |
| 13.              | Ukrajina                | 3 | 0 | 3 | 0:9   | 0  |
| 13.              | Izrael                  | 3 | 0 | 3 | 0:9   | 0  |